# Discina perlata
Discina ancilis · Grande pézize
Espèce
Discina perlata ou Discina ancilis, auparavant Gyromitra perlata, la Grande Pézize, est une espèce de la famille des Discinaceae.

## Taxonomie
Le nom scientifique complet (avec auteur) de ce taxon est Discina perlata' (Fr.) Fr..
L'espèce a été initialement classée dans le genre Peziza sous le basionyme Peziza ancilis Pers..

### Synonymie
Discina perlata a pour synonymes :
- Acetabula ancilis (Pers.) Lambotte
- Aleuria ancilis (Pers.) Gillet
- Discina ancilis (Pers.) Sacc.
- Gyromitra ancilis (Pers.) Kreisel
- Gyromitra perlata (Fr.) Harmaja
- Helvella acetabulum var. ancilis (Pers.) Quél.
- Helvella ancilis (Pers.) Quél.
- Peziza ancilis Cooke
- Peziza ancilis Pers.
- Peziza perlata Fr.
- Peziza repanda var. perlata (Fr.) Quél.

### Noms vulgaires et vernaculaires
Ce taxon porte en français les noms vernaculaires ou normalisés suivants : Grande pézize, Pézize perlée, Gyromitre en bouclier,, Gyromitre perlée.

## Description du sporophore
Son apothécie mesure 2 à 10 (15) cm de diamètre, elle est d'abord subglobuleuse puis en coupe, concave, auriculoïde, et enfin étalée, discoïde, ondulée, à marge relevée et incurvée. Elle est plissée au centre avec de grosse rides-bosselures, plus ou moins veinée, de couleur brun, brun fauve, brun foncé, brun carné, rouge-brun à pourpré à noirâtre avec l'âge. La face externe est feutrée, blanc rosâtre, rosâtre carné puis blanchâtre à blanchâtre ochracé, subglabre. Sa sporée est blanchâtre,.
Le stipe est court, parfois presque absent, mesurant 1 à 2 (5) x 0,5 à 1 (3) cm. Il est cartilagineux, plein à chambré, duveteux à granuleux, plissé, silloné, lacuneux, souvent largement veinée à côtelé, à côtes se prolongeant sous la coupe. Il est feutré blanchâtre à concolore à la face externe,.
Sa chair est assez épaisse, mesurant jusqu'à 5 mm d'épaisseur, friable, aqueuse, stratifiée, cassante, de couleur translucide blanchâtre, blanchâtre à brun carnée. L'odeur est faible, indistincte, et la saveur est douce à astringente,.

## Galerie

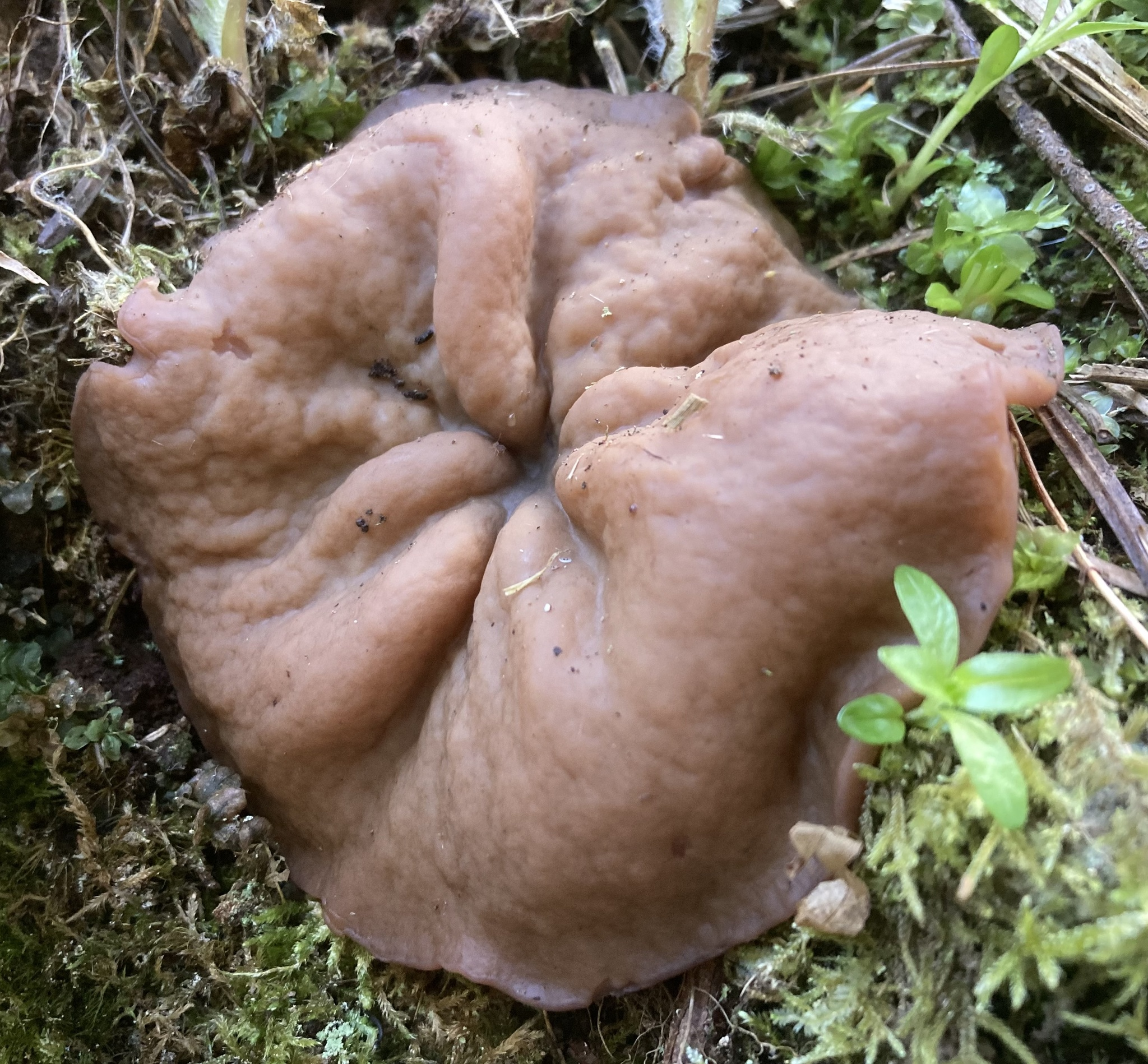
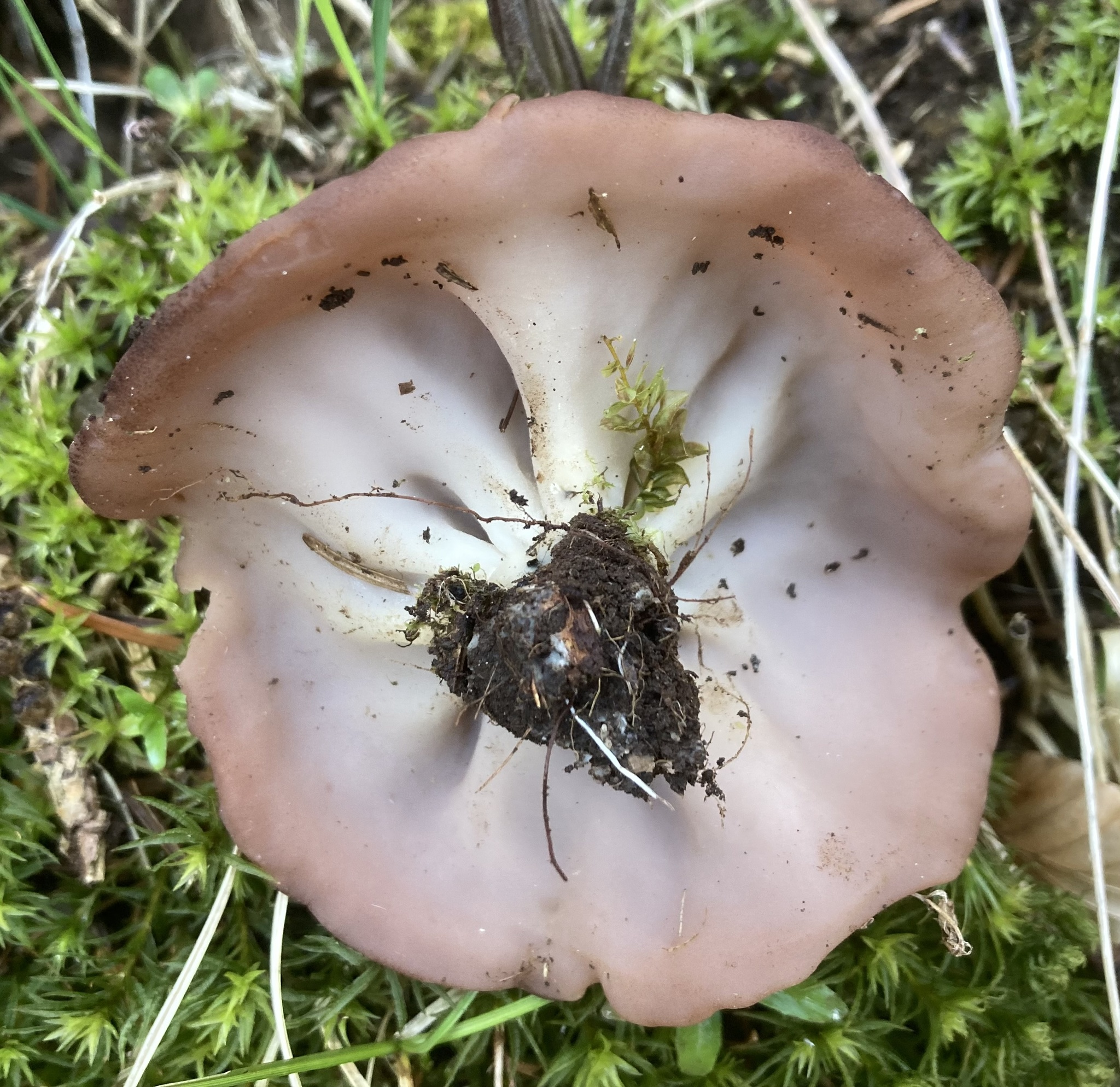
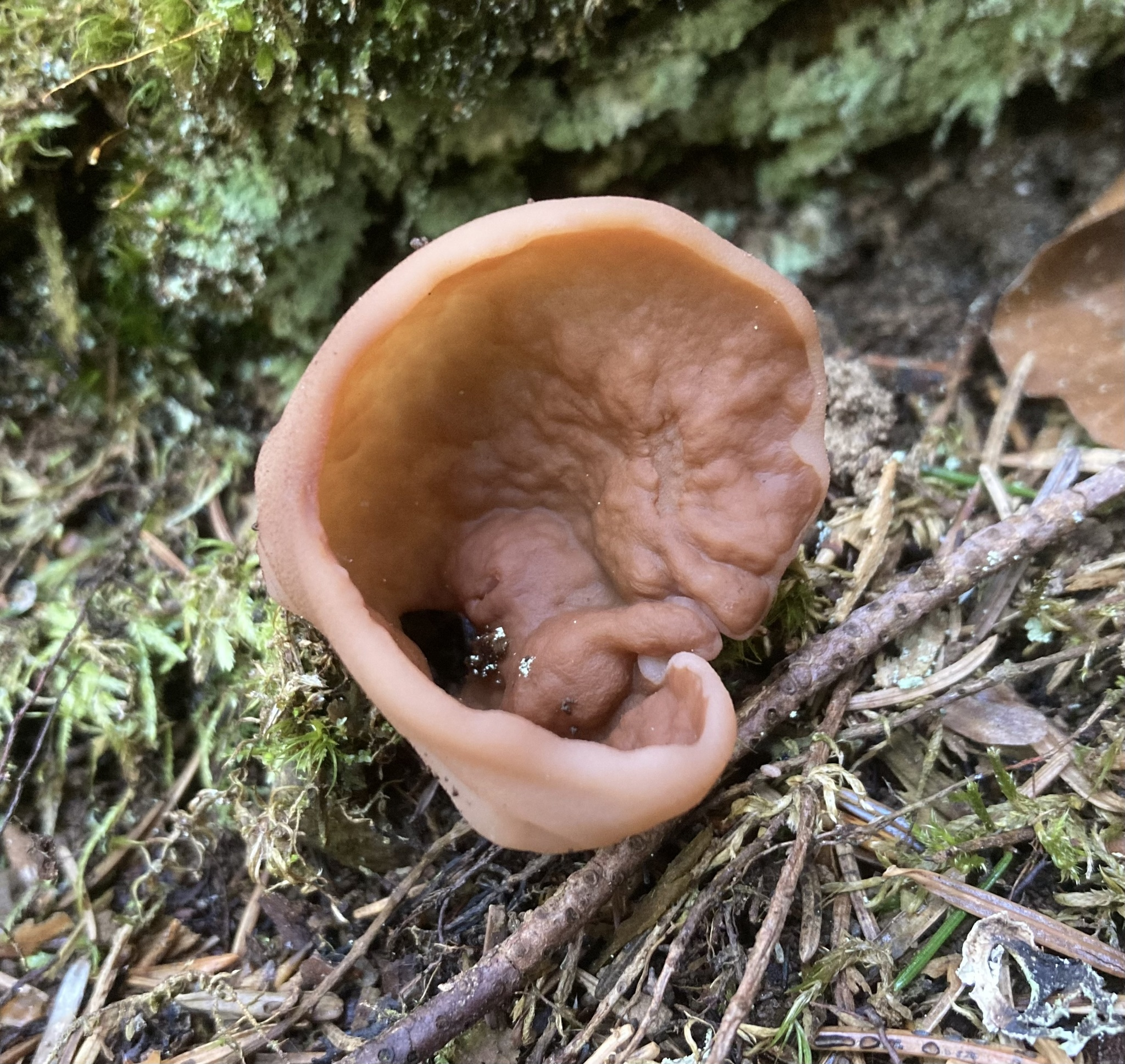
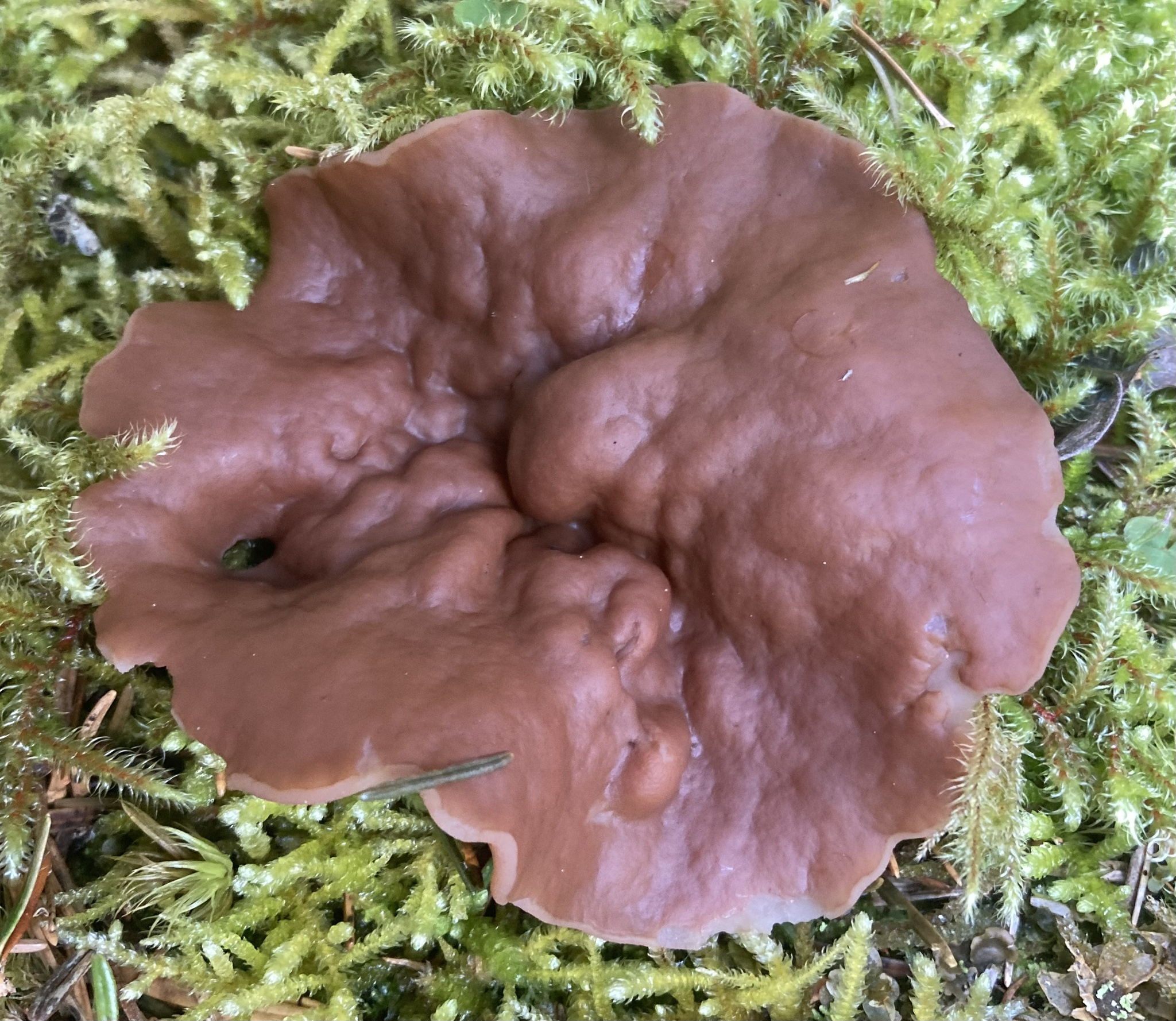
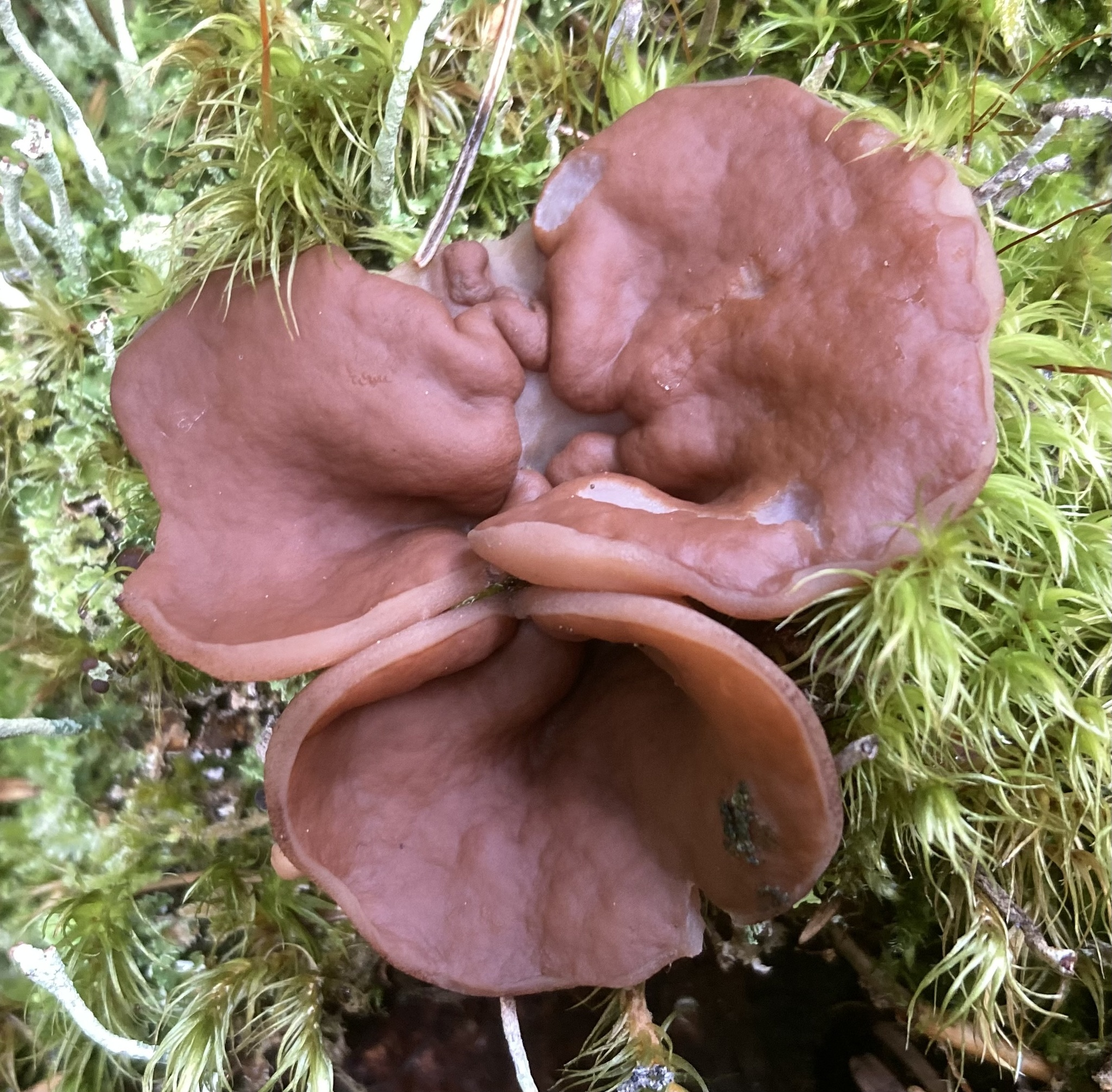
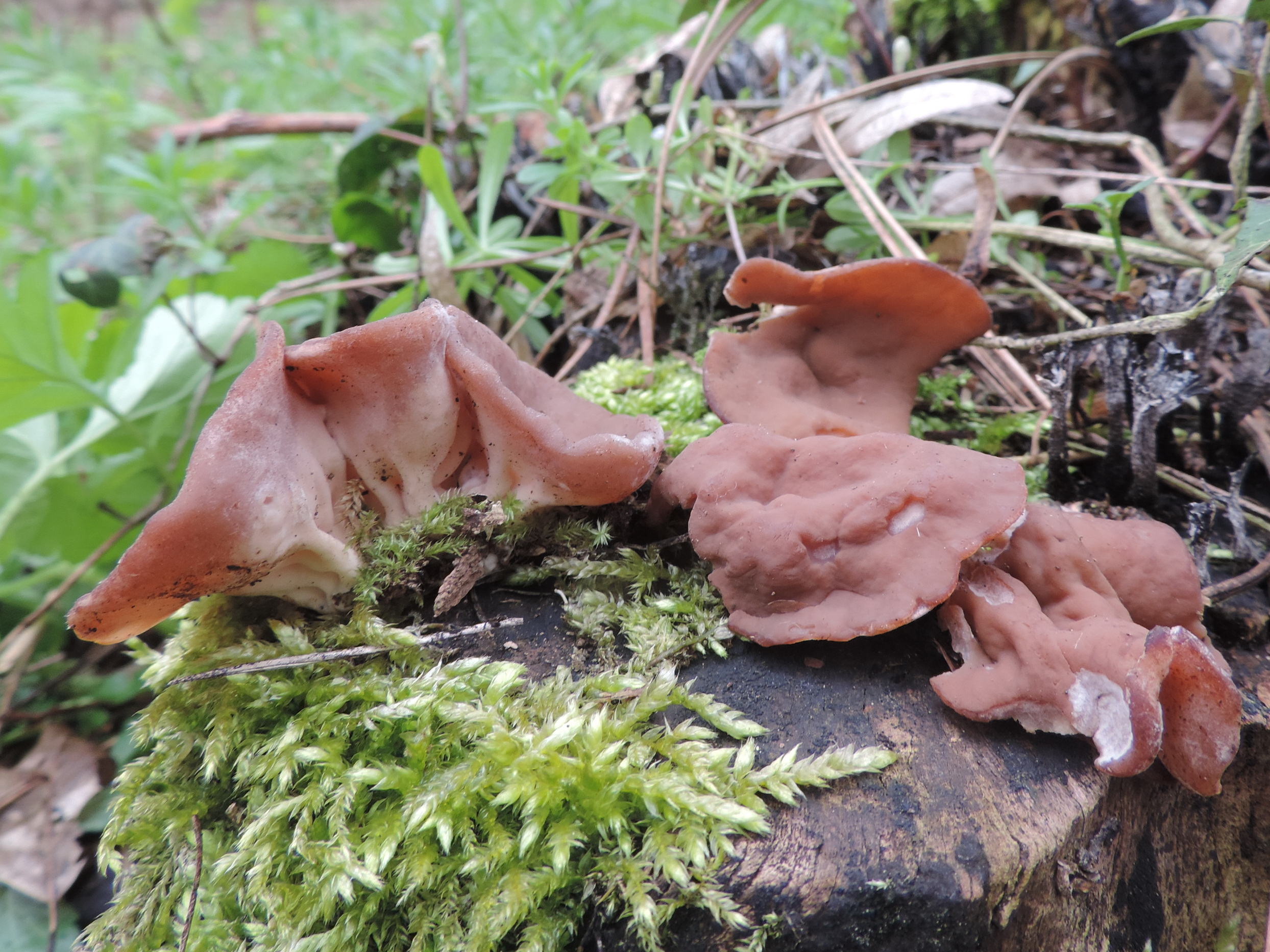
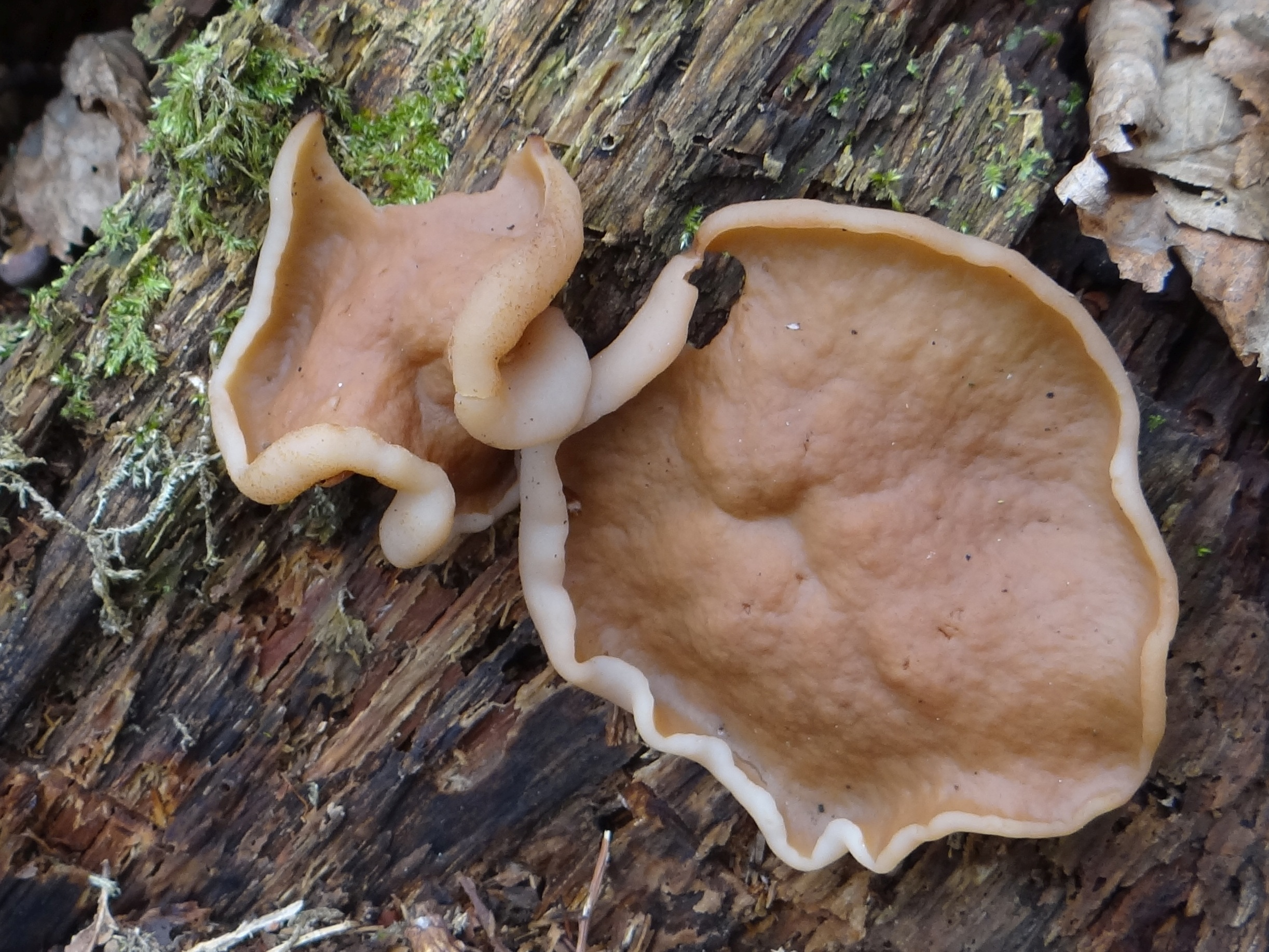
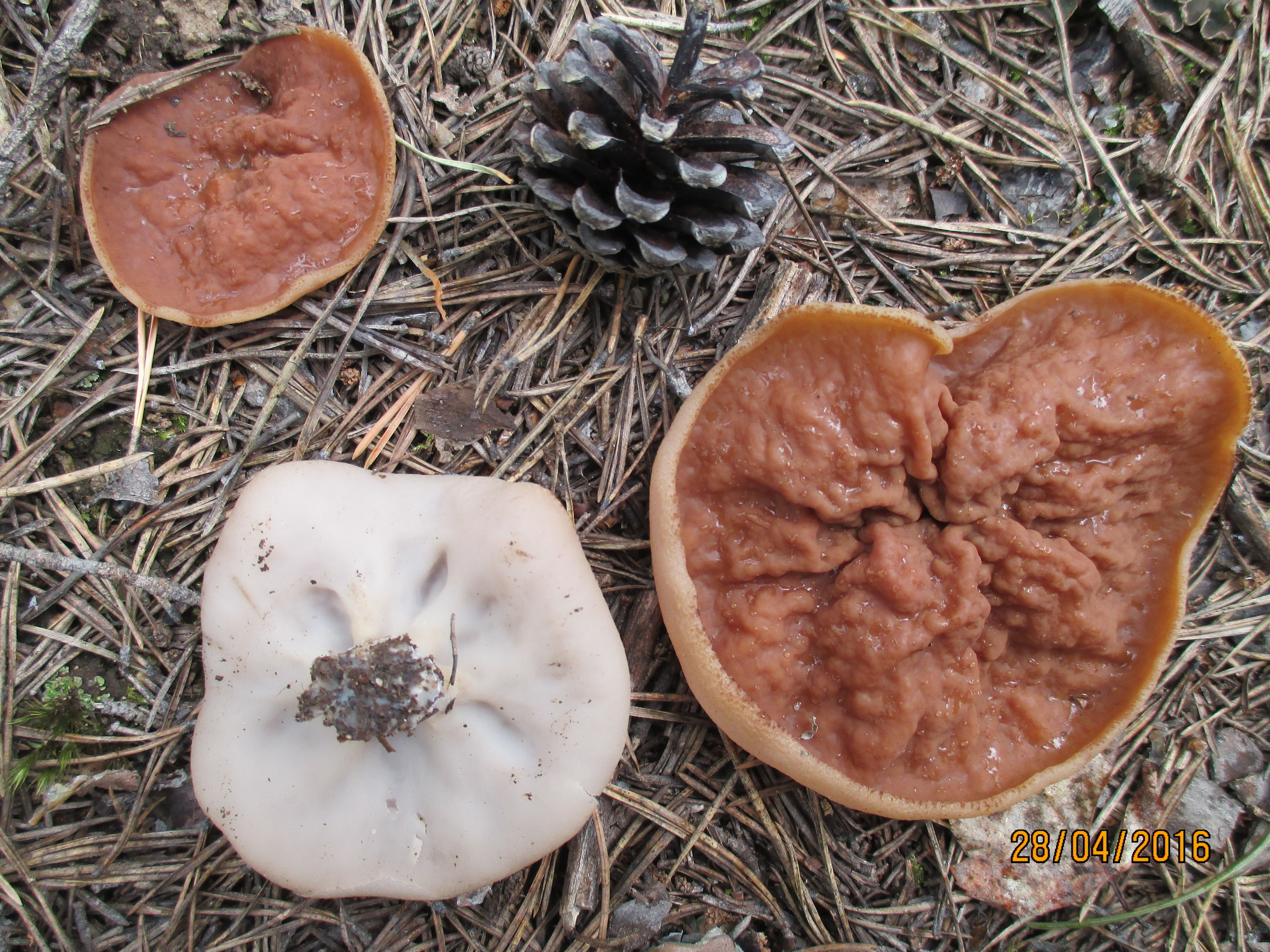
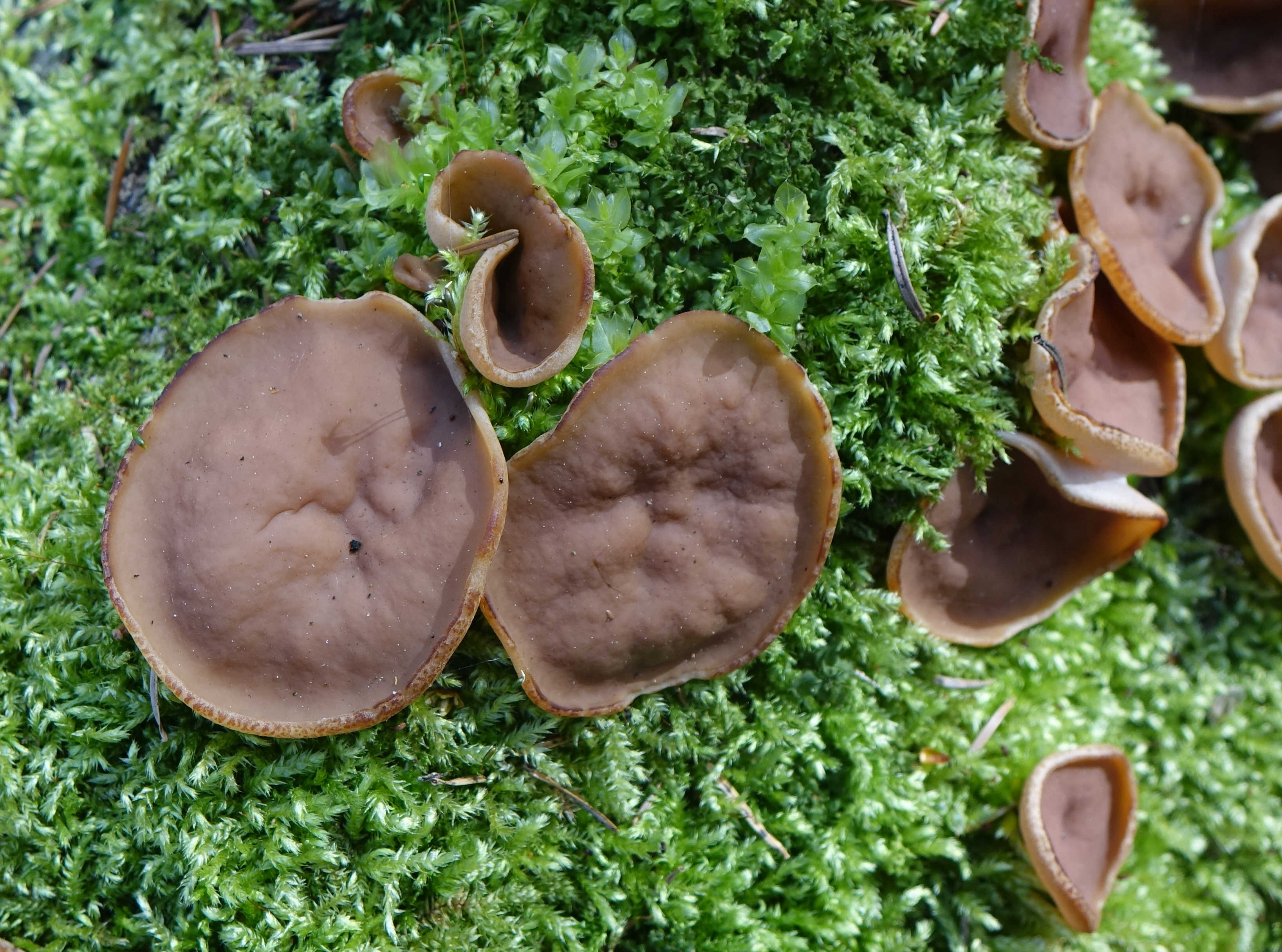
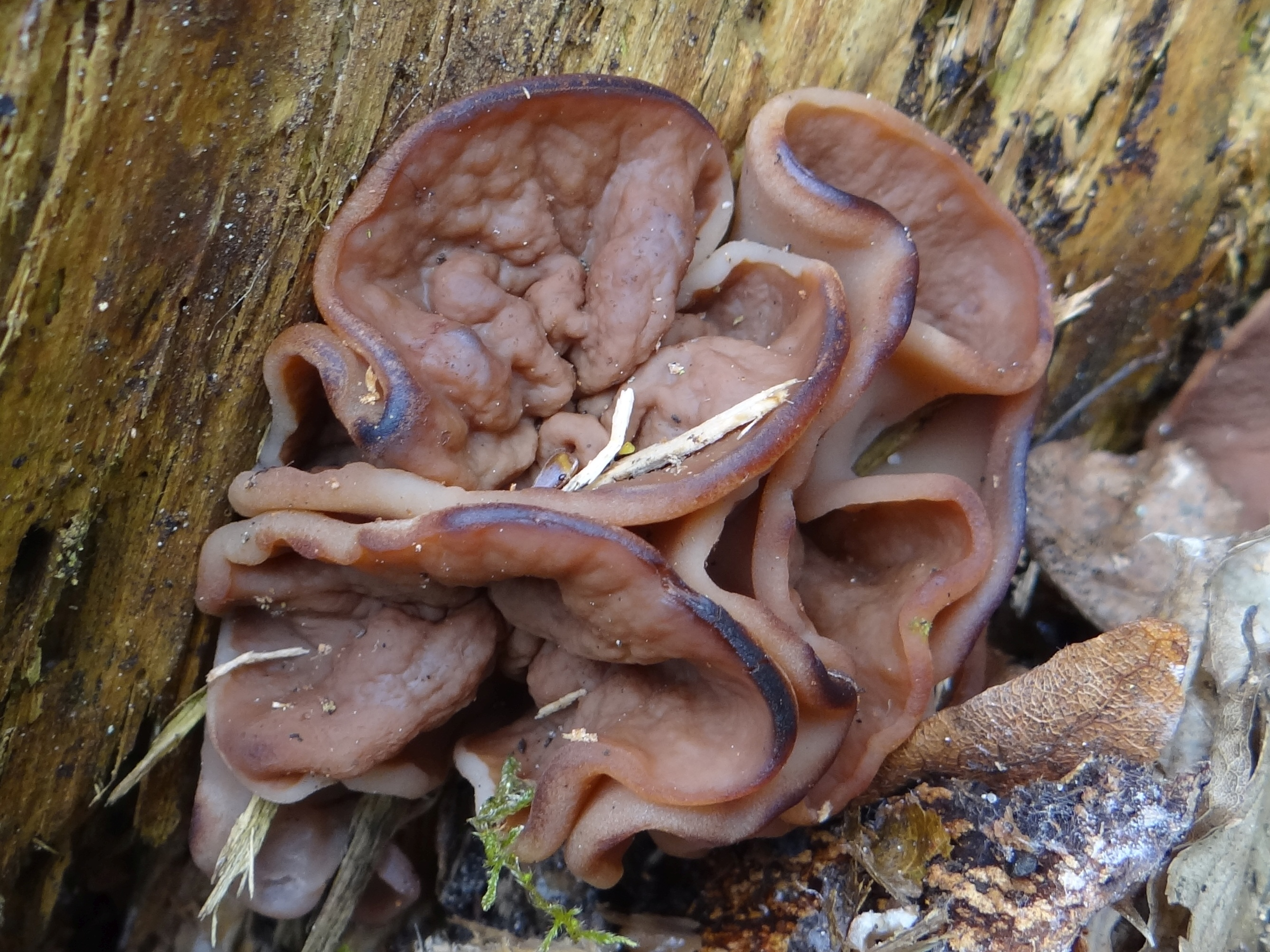
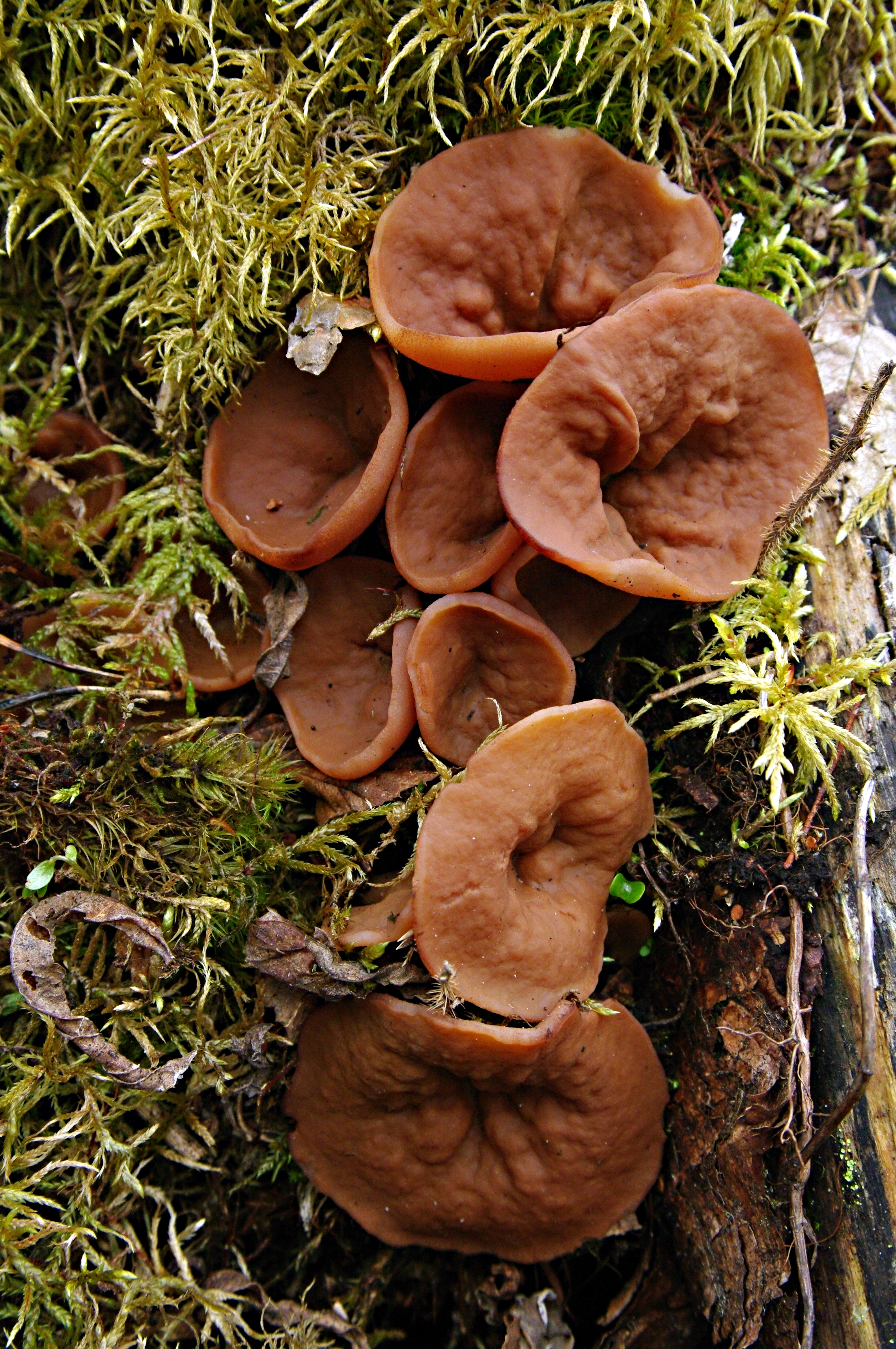
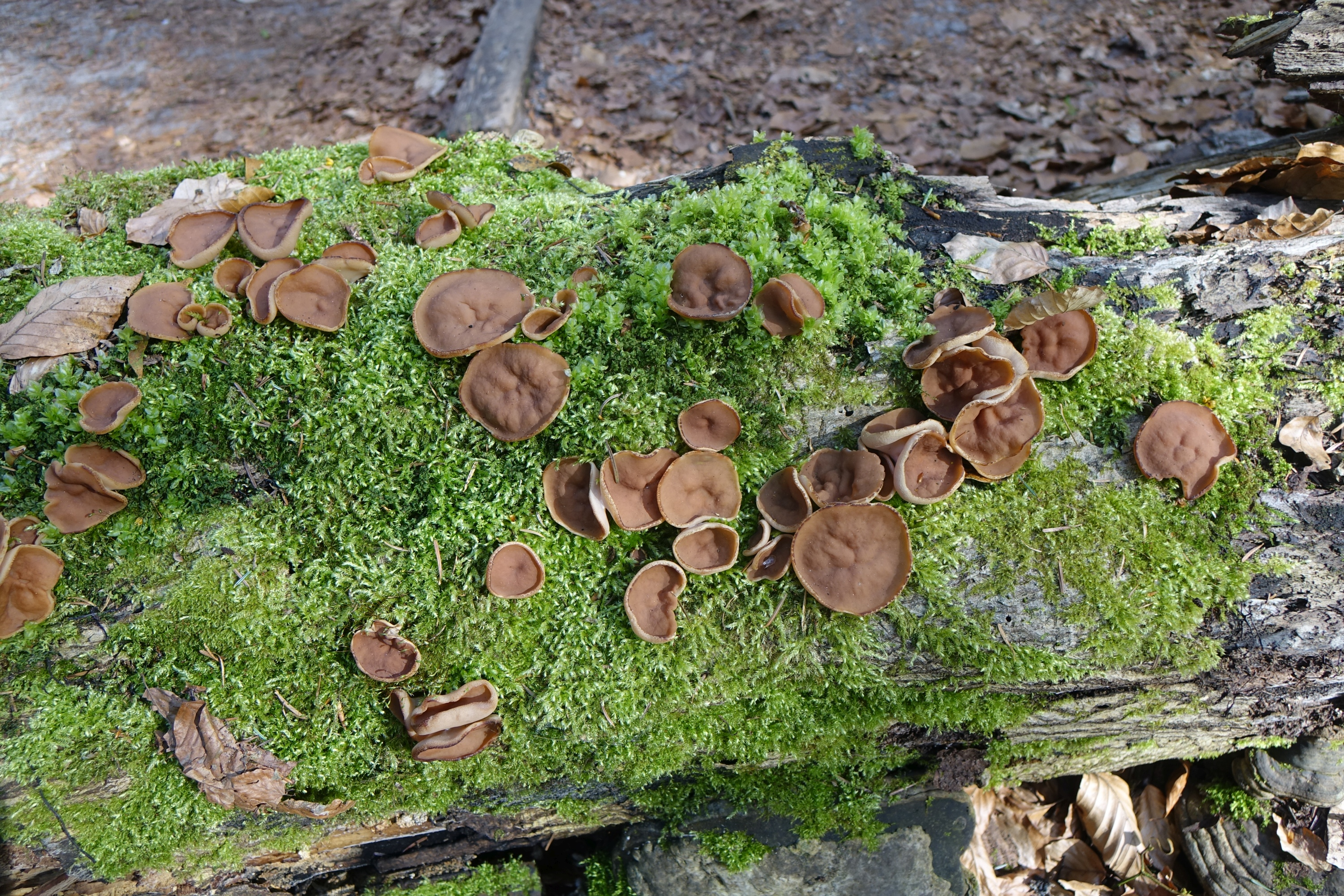

## Habitat et distribution
C'est une espèce saprophyte, venant au printemps, surtout en montagne, près ou sur bois et souches de conifères, surtout de Pin et d'Epicéa, mais aussi sur débris enfouis, dans les lieux humides, sur sol calcaire, peu commun,.

## Comestibilité
C'est un comestible sans intérêt alimentaire et gustatif, toxique cru ou mal cuit. Bien qu'il ait été rangé auparavant dans les Gyromitres, il ne contient pas de gyromitrine. De plus, sa récolte à des fins de consommation devrait être déconseillée de par sa grande ressemblance avec Piscidiscina leucoxantha, qui contient elle bien de la gyromitrine.

## Confusions possibles

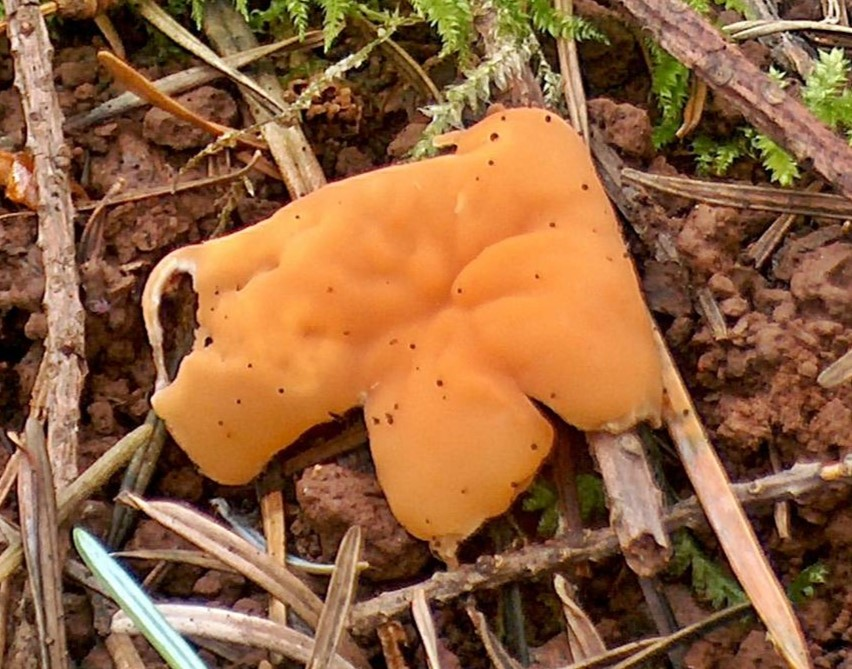
Piscidiscina leucoxantha, qui contient de la gyromitrine.